# Jonathan Drouin
Jonathan Drouin (* 27. März 1995 in Sainte-Agathe-des-Monts, Québec) ist ein kanadischer Eishockeyspieler, der seit Juli 2025 bei den New York Islanders in der National Hockey League unter Vertrag steht. Zuvor verbrachte der linke Flügelstürmer drei Jahre bei den Tampa Bay Lightning, die ihn im NHL Entry Draft 2013 an dritter Gesamtposition ausgewählt hatten, sowie sechs Saisons bei den Canadiens de Montréal und zwei Jahre bei der Colorado Avalanche.

## Karriere

### Juniorenkarriere
Drouin begann seine Karriere bei den Lions de Lac Saint-Louis in der unterklassigen Juniorenliga QMAAA, wo er bereits in seiner ersten Saison 2010/11 durch seine hohe Punktausbeute von 58 Scorerpunkten in 38 Saisonspielen auffiel. In den anschließenden Play-offs führte Drouin seine Mannschaft zur Meisterschaft der Liga. Damit war das Team auch für das Turnier um den Telus Cup qualifiziert, der jährlich an die beste Mannschaft Kanadas auf Midget-AAA-Niveau vergeben wird. Dort gewann Drouin mit seiner Mannschaft die Bronzemedaille.
Erstmals vertrat Drouin die Auswahl seiner Heimatprovinz Québec bei den Canada Winter Games 2011 in Halifax. Dort gelang ihm in der Verlängerung des Halbfinales das entscheidende Tor zum Finaleinzug seiner Mannschaft. Nach einer Niederlage gegen die Auswahl British Columbias im Endspiel gewann Drouin mit dem Team Québec die Silbermedaille.
In der folgenden Saison blieb er zunächst in Lac Saint-Louis und konnte dort nach 22 Spielen insgesamt 22 Tore und 53 Scorerpunkte verzeichnen. Daraufhin wurde er in den Kader der Halifax Mooseheads in der Ligue de hockey junior majeur du Québec berufen, die ihn zuvor an zweiter Position im Midget Draft der LHJMQ ausgewählt hatten. Bei seinem Debüt am 13. Dezember 2011 gelangen Drouin zwei Vorlagen, darunter den entscheidenden Pass zum Siegtor des Spiels. Im Viertelfinale der Play-offs gelang es den Mooseheads, die Serie gegen die Remparts de Québec nach einem 0:3-Rückstand noch zu drehen. Dabei erzielte Drouin im entscheidenden siebten Spiel in der Verlängerung den Siegtreffer zum 5:4, der die Mooseheads schließlich in die nächste Runde brachte. Am Ende der Play-offs belegte Drouin hinter seinem Teamkollegen Nathan MacKinnon mit 26 Punkten den sechsten Platz in der Scorerstatistik. Gleichzeitig gab er so viele Vorlagen wie kein anderer Rookie.

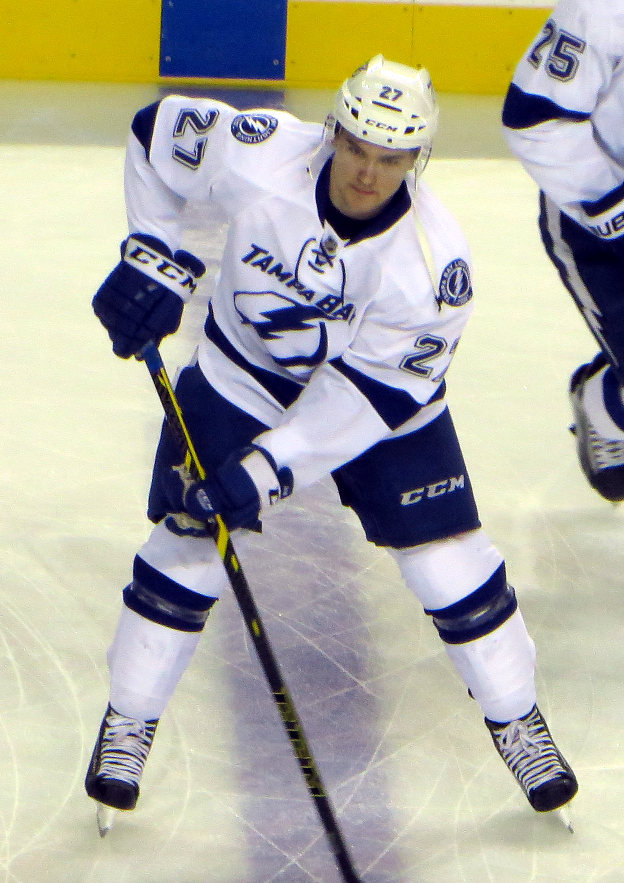
Drouin im Trikot der Tampa Bay Lightning (2014)

Trotz des Abgangs von MacKinnon konnte Drouin seine Offensivstatistiken in der Saison 2013/14 in einer Angriffsreihe mit Nikolaj Ehlers leicht verbessern und schloss die Spielzeit mit 108 Punkten aus 46 Spielen als drittbester Scorer der Liga ab. Seine 79 Torvorlagen und sein Punkteschnitt pro Spiel waren jeweils Ligabestwert. Obwohl er mit den Mooseheads im Play-off-Halbfinale an den Foreurs de Val-d’Or scheiterte, stand Drouin auch nach Abschluss der Finalserie an der Spitze der Play-off-Scorerliste. Zudem stellte er mit insgesamt zehn Siegtoren in zwei Spielzeiten einen neuen Ligarekord auf.

### Tampa Bay Lightning
Nachdem er beim NHL Entry Draft 2013 in der ersten Runde an dritter Gesamtposition von den Tampa Bay Lightning ausgewählt worden war, unterzeichnete der Kanadier im Juli 2013 einen dreijährigen Einstiegsvertrag bei den Bolts. Nachdem er noch die Saison 2013/14 in Halifax verbracht hatte, stand er mit Beginn der Spielzeit 2014/15 erstmals im NHL-Aufgebot. In seiner Debütsaison wurde Drouin im Sturm am häufigsten gemeinsam mit Cédric Paquette und Mannschaftskapitän Steven Stamkos eingesetzt. Er erzielte in seiner Rookiesaison vier Tore und 28 Assists in 70 Spielen und gewann im Rahmen des NHL All-Star Game 2015 das Rennen als schnellster Läufer. In der Vorbereitung auf die Saison 2015/16 war der Kanadier erfolgreichster Scorer seiner Mannschaft, konnte nach einer Verletzung kurz nach Beginn der regulären Saison aber nicht mehr an diese Leistungen anknüpfen. Am 2. Januar 2016 wurde Drouin daher zum Farmteam der Lightning, den Syracuse Crunch, in die American Hockey League geschickt. Kurz darauf wurde durch eine Pressemitteilung seines Agenten bekannt, dass dieser bereits zwei Monate zuvor ein Wechselgesuch für Drouin eingereicht hatte.
In der Folge weigerte sich Drouin nach sieben absolvierten AHL-Spielen, weiterhin für die Crunch aufzulaufen und trat somit in eine Art Streik, um einen Wechsel zu forcieren. Steve Yzerman, General Manager der Lightning, suspendierte den Angreifer daraufhin bis auf weiteres und ließ die Frist für Transfers am 29. Februar 2016 verstreichen, ohne Drouin an ein anderes Team abzugeben. Eine Woche später verkündete Drouin, dass er wieder Eishockey spielen wolle, sodass Yzerman die Suspendierung aufhob und der Kanadier fortan wieder in der AHL spielen wird. Zudem schloss Yzerman nicht aus, dass Drouin trotz der Vorfälle wieder für die Lightning in der NHL aktiv sein könne. Bereits im April wurde Drouin dann wieder in den NHL-Kader berufen und gehörte bis zum Ende der Saison 2016/17 dem Team an. Er selbst kam in der post-season jedoch verletzungsbedingt nicht zum Einsatz.

### Montréal, Colorado und New York
Am 15. Juni 2017 wurde der Stürmer schließlich im Tausch für den russischen Verteidiger Michail Sergatschow an die Canadiens de Montréal abgegeben. Sollte Sergatschow im Verlauf der gesamten Saison 2017/18 weniger als 40 NHL-Spiele bestreiten, erhalten die Lightning zusätzlich ein Zweitrunden-Wahlrecht im NHL Entry Draft 2018, während die Canadiens ein Sechstrunden-Wahlrecht im selben Draft erhalten. Mit dem Wechsel kehrte Drouin in die Nähe seiner Geburtsstadt zurück und unterzeichnete bei den Canadiens direkt einen neuen Sechsjahresvertrag, der ihm ein durchschnittliches Jahresgehalt von 5,5 Millionen US-Dollar einbringen soll. In den Playoffs 2021 erreichte er mit Montréal das Endspiel um den Stanley Cup, unterlag dort allerdings seinem früheren Team, den Lightning, mit 1:4.
Nach sechs Jahren in Montréal wurde sein auslaufender Vertrag nach der Saison 2022/23 nicht verlängert, sodass er sich im Juli 2023 als Free Agent der Colorado Avalanche anschloss. Im Juli 2025 wechselte er, erneut als Free Agent, per Zweijahresvertrag zu den New York Islanders.	

### International
Bei seinem ersten internationalen Turnier, der World U-17 Hockey Challenge 2012, stand Jonathan Drouin für die Auswahl Québecs auf dem Eis und erreichte mit dem Team den sechsten Platz.
Zum Ivan Hlinka Memorial Tournament 2012 wurde Drouin schließlich zum ersten Mal in den Kader des Team Canada berufen. Durch einen Sieg gegen die finnische Auswahl gewann Drouin mit der Mannschaft die Goldmedaille, dabei gelangen ihm im Laufe des Turniers fünf Assists. Auch bei der U20-Weltmeisterschaft 2013 stand Drouin im Aufgebot des kanadischen Teams. Nach dem Gewinn der Gruppe B erreichte Kanada allerdings nach Niederlagen gegen die USA und Russland nur den vierten Rang. Drouin erzielte zwei Tore und zwei Assists.

## Erfolge und Auszeichnungen
| - 2011 Silbermedaille bei den Canada Winter Games - 2013 CHL Top Prospects Game - 2013 LHJMQ-Spieler des Monats Februar - 2013 LHJMQ First All-Star-Team - 2013 Trophée Michel Brière - 2013 Trophée Michael Bossy - 2013 Trophée Paul Dumont | - 2013 Trophée Guy Lafleur - 2013 Coupe-du-Président-Gewinn mit den Halifax Mooseheads - 2013 CHL Player of the Year - 2013 Memorial-Cup-Gewinn mit den Halifax Mooseheads - 2014 LHJMQ First All-Star-Team - 2015 NHL All-Star Game Skills Competition |

### International
- 2012 Goldmedaille beim Ivan Hlinka Memorial Tournament

## Karrierestatistik
Stand: Ende der Saison 2024/25

### International
| Vertrat Kanada bei: - Canada Games 2011 - World U-17 Hockey Challenge 2012 - Ivan Hlinka Memorial Tournament 2012 | - U20-Junioren-Weltmeisterschaft 2013 - U20-Junioren-Weltmeisterschaft 2014 | Vertrat Team Nordamerika bei: - World Cup of Hockey 2016 |

(Legende zur Spielerstatistik: Sp oder GP = absolvierte Spiele; T oder G = erzielte Tore; V oder A = erzielte Assists; Pkt oder Pts = erzielte Scorerpunkte; SM oder PIM = erhaltene Strafminuten; +/− = Plus/Minus-Bilanz; PP = erzielte Überzahltore; SH = erzielte Unterzahltore; GW = erzielte Siegtore; 1 Play-downs/Relegation; Kursiv: Statistik nicht vollständig)